# 한사라

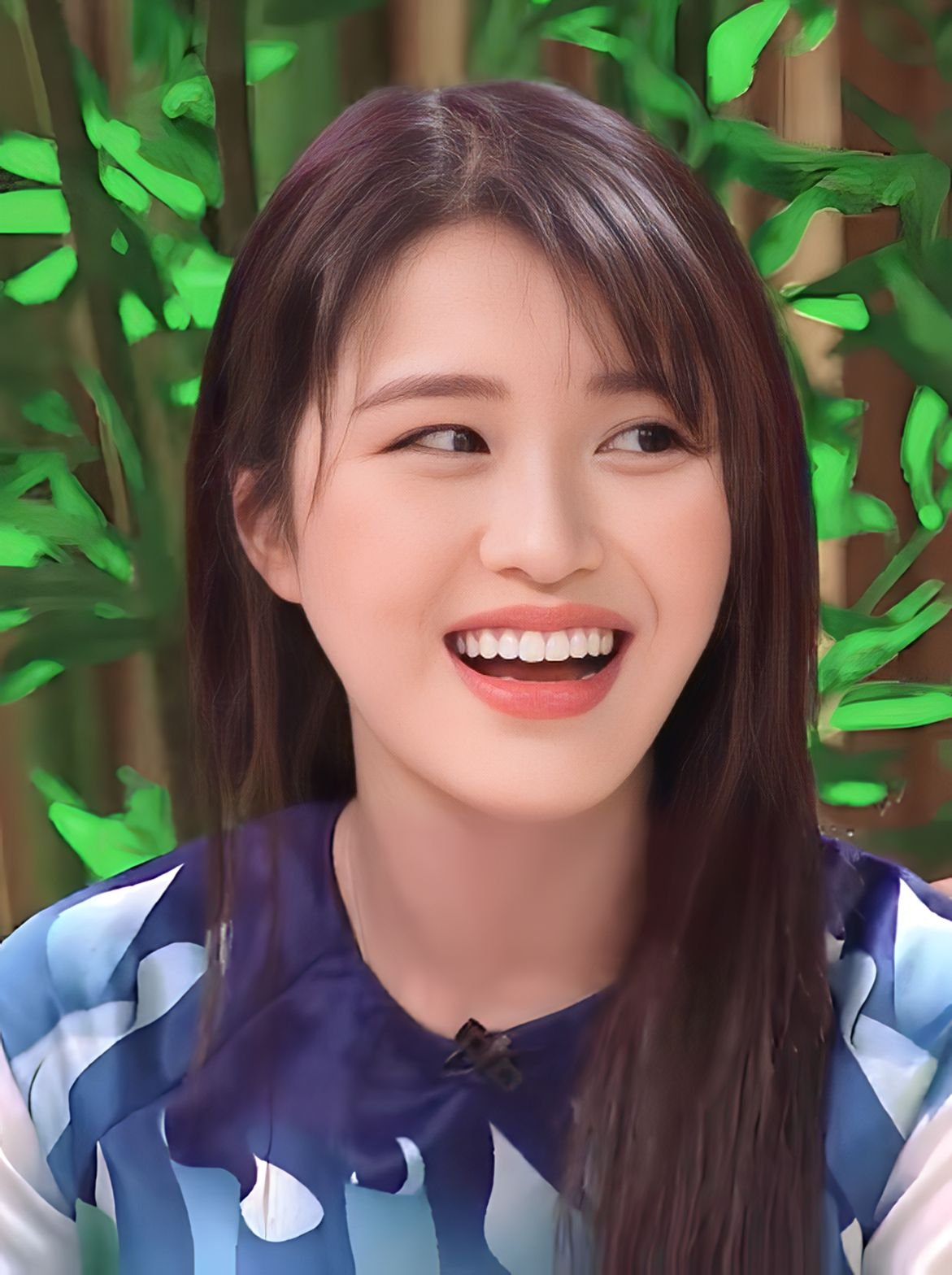

한사라(Han Sara, 2000년 11월 17일 ~ 현재)는 대한민국 출신으로 베트남에서 활동하는 가수, 배우다.
대한민국에서는 하리원(Hari Won)과 더불어 베트남에서 인기가 많은 대한민국 출신 연예인으로 알려져 있다

## 생애
2000년 11월 17일 서울에서 태어났다. 2010년에 가족과 함께 베트남의 호찌민시로 이민을 갔으며 현재까지 베트남에서 활동하고 있다. 가족으로는 부모와 언니인 인터넷 방송인 앵지(한혜지, 1997년생)가 있다.

## 활동
2017년 8월 16일 디지털 싱글 'Tớ Thích Cậu'을 발표하여 연예계에 데뷔했다. 베트남의 연예기획사 식스센스 엔터테인먼트(6th Sense Entertainment) 소속으로 활동했으나, 2022년 5월 20일 기획사를 떠났다.
대한민국에 귀국할 때 친언니인 앵지의 인터넷 방송에 출연하기도 하며, 2023년 5월 21일에는 광주광역시가 주최한 '베트남인의 날' 행사에 출연하기도 했다.

## 음반 목록

### 디지털 싱글
- "Tớ Thích Cậu" (2017)
- "Mình Hẹn Hơn Nhau Đi" (2018)
- "Que-A-Du" (2018)
- "Con Gái Khi Yêu" (2019)
- "Đếm Cừu" (feat. Kay Trần) (2019)
- "Tự Nhiên Cái Tết" (feat. Tùng Maru) (2020)
- "Let Me Go" (feat. Rtee) (2020)
- "Yêu Rồi, Phải Làm Sao?" (2020)
- "Đã Xem Đấy Là Yêu" (2020)
- "It's Alright" (2021)

### 스페셜 싱글
- "Vì Yêu Là Nhớ (The Heroes Version)" (feat. T.R.I) (2021)
- "Xin Đừng Nhấc Máy (The Heroes Version)" (feat. T.R.I) (2021)
- "Giảm Cân (The Heroes Version)" (feat. Yuno Bigboi) (2021)
- "Thế Quái Nào (The Heroes Version)" (2021)

### 콜라보레이션
- "Lỡ Yêu Mất Rồi" (with Tùng Maru) (2017)
- "Phá Đảo Thế Giới Ảo" (with Uni5) (2019)
- "Xin Đừng Nhấc Máy" (with B Ray) (2021)
- "Sớm Nay Mùa Xuân" (with CARA & Miu Lê) (2022)

### OST
- "Vì Yêu Là Nhớ" (2018)
- "Ước Gì" (2018)
- "Tuổi Học Trò" (feat. Tùng Maru) (2019)
- "Em Muốn Yên Lặng Một Mình Em Thôi" (2019)
- "Thế Là Không Xanh Chín Rồi" (feat. Tùng Maru) (2020)
- "Tìm Lại Chính Em" (2020)
- "Yêu Đến Đâu Hay Đến Đó" (feat. Tùng Maru) (2020)

## 영화, 방송 출연
- 2017년 - 보이스 베트남(Voice Vietnam)
- 2018년 - 드라마 Ky an cung Dien Tho (QUAOtv)
- 2019년 - 영화 '버릇없는 10대'(Naughty Teenager)
- 2019년 - 현대자동차 제작 웹드라마 '내 미래의 가족은 누구'(한사라, 하리원, 박정민, 신원호 등 출연)[5]
- 2020년 - 버라이어티 쇼 Ngôn Tình Hoàn Mỹ
- 2021년 - 웹드라마 Đừng làm bạn nữa
- 2021년 - 히어로즈(The Heroes)
- 2025년, 한사라는 '아름다운 여자들이 하이한다고 말하는' TV 프로그램에 참가했습니다.[6]